# Martin Naboth
Martin Naboth (Calau, 16 gennaio 1675 – Lipsia, 23 maggio 1721) è stato un anatomista tedesco.

## Biografia
Dopo studi di filosofia, si laureò in medicina nel 1703 a Halle; nel 1707 conseguì la docenza a Lipsia, dove fu anche professore straordinario di chimica; esercitò la pratica medica e si dedicò particolarmente a ricerche di anatomia. Il suo nome è rimasto in medicina per indicare le cisti da ritenzione delle ghiandole del collo uterino, erroneamente interpretate dal Naboth come uova (ovula Nabothi). Tali cisti si formano per l'apertura dell'orifizio uterino esterno e la conseguente esposizione della mucosa endocervicale nell'ambiente vaginale; ciò avviene per un transdifferenziamento che trasforma le cellule epiteliali cilindriche in pavimentose pluristratificate non cheratinizzate, e le ghiandole tubulari composte in cisti.

## Opere
- De organo auditus (Lipsia 1703)
- De sterilitate mulierum (ivi 1707)
- Disputationum anatomicarum selectarum (Gottinga 1750)